# Circunscripción del Oeste (Francia)
La Circunscripción del Oeste es una circunscripción electoral francesa utilizada cada 5 años desde 2004 durante las Elecciones al Parlamento Europeo para designar, mediante una elección de sufragio universal directo, 9 (10 en 2004) de los 72 eurodiputados (78 en 2004) que le corresponden a Francia según el Tratado de Niza de los 736 miembros del Parlamento Europeo. Fue creada en 2003 mediante la Loi Électorale n° 2003-327 del 11 de abril de 2003., como las otras 7 circunscripciones electorales francesas para las elecciones europeas. 
Agrupa a los electores de las regiones francesas de: Bretaña, Países del Loira y Poitou-Charentes que contaba en 2009, con 6.177.138 electores inscritos.